# Championnats d'Afrique de lutte 1971
Navigation
Édition précédente Édition suivante
Les Championnats d'Afrique de lutte 1971 se déroulent en janvier 1971 à Alexandrie, en Égypte. Seules des épreuves masculines de lutte libre sont disputées.

## Podiums
| Catégories | Or                    | Argent                   | Bronze                  |
| ---------- | --------------------- | ------------------------ | ----------------------- |
| 48 kg      | Hassan Sami (EGY)     | Habib Dlimi (TUN)        | Habib Akkara (MAR)      |
| 52 kg      | Salem Mongued (EGY)   | Mohammed Karmous (MAR)   | Habib Chawachi (MAR)    |
| 57 kg      | Ibrahim Karim (EGY)   | Mohammed El Kassah (MAR) | Noureddin Majeri (MAR)  |
| 62 kg      | Mohamed Yehia (EGY)   | Khalifa Karawane (MAR)   | Abdelmajid Touati (LBA) |
| 68 kg      | Mohamed Gaber (EGY)   | Brahim Ghariani (TUN)    | Abou Abdelwanis (LBA)   |
| 74 kg      | Ibrahim Mohamed (EGY) | Ahmed Siudani (TUN)      | Rejeb Belhadj (LBA)     |
| 82 kg      | Mahmoud Farid (EGY)   | Faraj Berek (MAR)        | Khemais Djelassi (TUN)  |
| 90 kg      | Ahmed Mahmoud (EGY)   | R'Bai Allal (MAR)        | Alioune Camara (SEN)    |
| 100 kg     | Mohamed Said (EGY)    | Robert N'Diaye (SEN)     | Zerazou Slimane (TUN)   |
| + 100 kg   | Moustafa Ahmed (EGY)  | Ali Gharbi (TUN)         | Salimen Aouad (LBA)     |